# Klein Offenseth-Sparrieshoop
Klein Offenseth-Sparrieshoop är en kommun i Kreis Pinneberg i förbundslandet Schleswig-Holstein i Tyskland.
Kommunen ingår i kommunalförbundet Amt Elmshorn-Land tillsammans med ytterligare sex kommuner.